# Hippolyte Flandrin
Jean Hippolyte Flandrin (ur. 23 marca 1809 w Lyonie, zm. 21 marca 1864 w Rzymie) – francuski malarz.
Wielki wpływ na jego twórczość wywarła szkoła nazareńska. Autor malowideł ściennych w kościołach w Paryżu m.in. w St-Germain-des-Prés i St-Séverin oraz obrazów o tematyce antycznej i religijnej. W 1863 otrzymał Pour le Mérite za Naukę i Sztukę.

## Twórczość
- Saint Clair guérissant tes aveugles,
- Euripide écrivant ses tragédies,
- Dante dans le cercle des envieux,
- Le Christ et les petits enfants,
- Saint Louis dictant ses commandements,
- Saint Louis prenant la croix pour la deuxième fois,
- Mater Dolorosa,
- Jeune homme au bord de la mer (1836), Luwr, Paryż,
- Napoléon législateur,
- La force (1854), Musée d’Orsay, Paris,
- La justice (1856) Musée d’Orsay, Paryż,
- L'adoration des mages (1857),
- Joseph-Charles-Paul, prince Napoléon (1860), Musée d’Orsay, Paris,
- Napoléon III (1862)

## Galeria

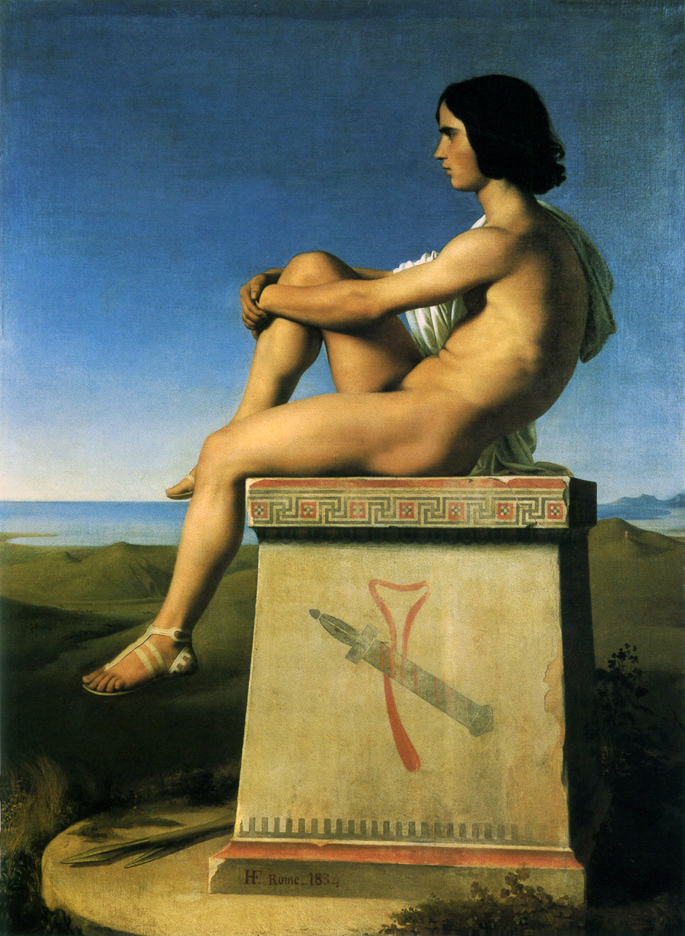
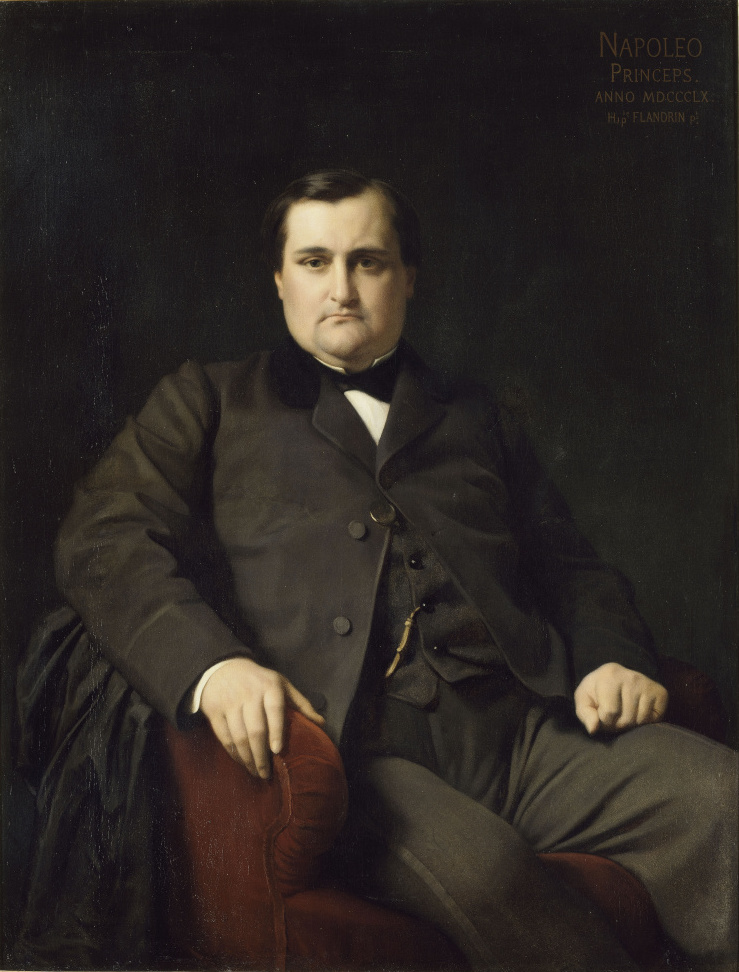
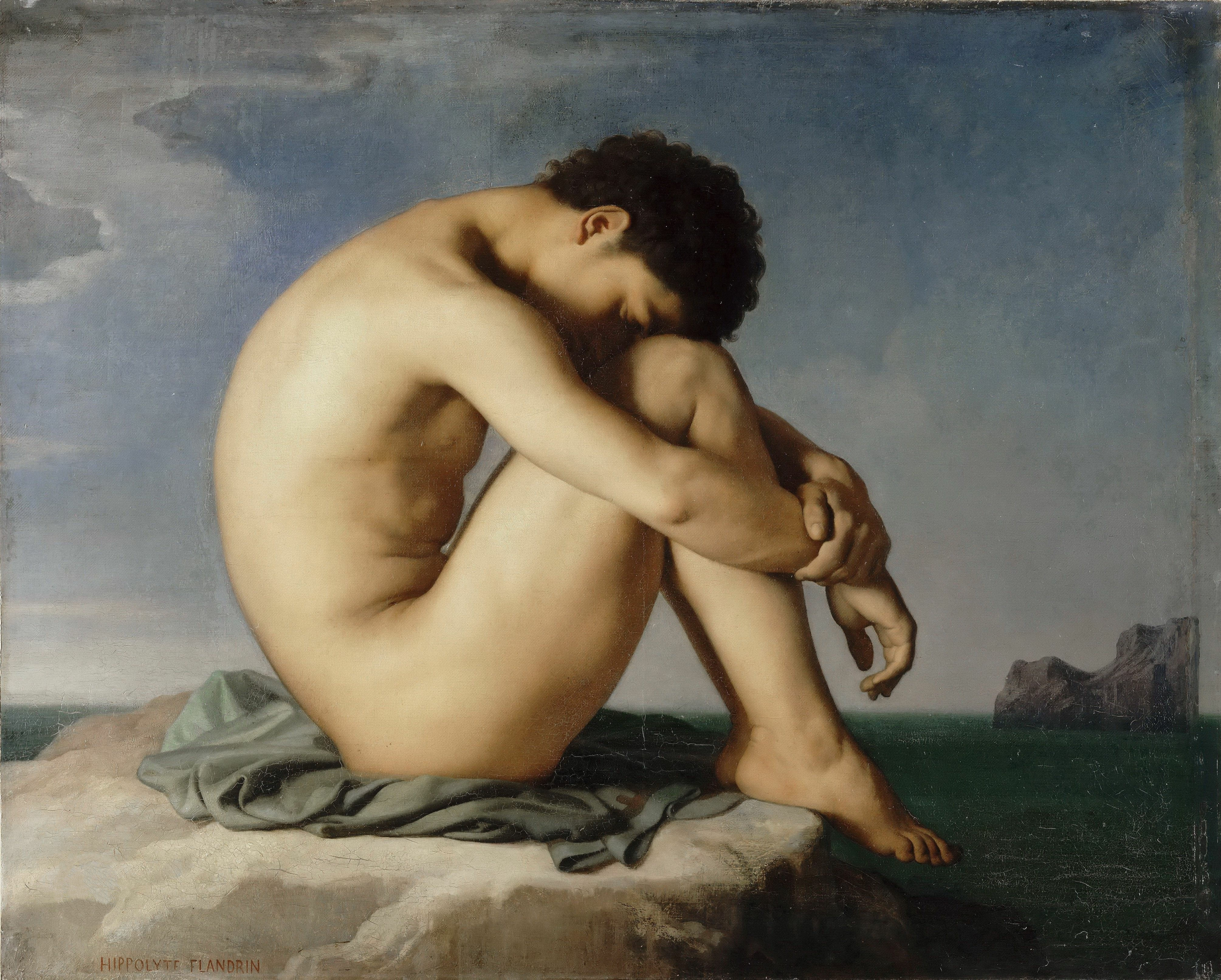